# Casa-Museo de Blasco Ibáñez
La Casa-Museo de Blasco Ibáñez es un museo ubicado en la calle Isabel de Villena número 159 de la ciudad de Valencia (España). 
Tras la reedificación de la vivienda del escritor valenciano Vicente Blasco Ibáñez, que está ubicada en un extremo de la playa de la Malvarrosa de Valencia, declarado Monumento Histórico Artístico en el B.O.E. de 7 de febrero de 1981, reconocido como Bien de interés cultural (RI-51-0004451), con el nombre con el que es conocido en Valencia: Chalet de Vicente Blasco Ibáñez.

## Edificio original
La licencia de obra fue solicitada por la madre del escritor en 1902 para un "chalet o casa de recreo", construcción que se encargó al maestro de obras Vicente Bochons Llorente, autor también de otros proyectos similares en la zona en la fachada que daba al mar la ciudad, tanto la Malvarrosa como El Grao.
El edificio ocupaba una superficie de 450 m². Era un bloque cúbico, sencillo. La fachada principal constaba de pórtico con pilastras jónicas. La galería del primer piso, donde se encontraba el ventanal del despacho del escritor mirando al mar, se sostenía sobre pilares jónicos y cariátides. Mientras, en las fachadas laterales, destacaban los motivos ornamentales como grecas y palmetas. El conjunto mostraba una mezcla de estilos: neogriego y pompeyano (propio de finales del siglo XIX) y modernismo valenciano, posible fruto de la influencia de los arquitectos García Cardona y Arnau Miramón, entre otros, y de los pintores valencianos de la época Pinazo y Cabrera.

## Reedificación y Casa-Museo

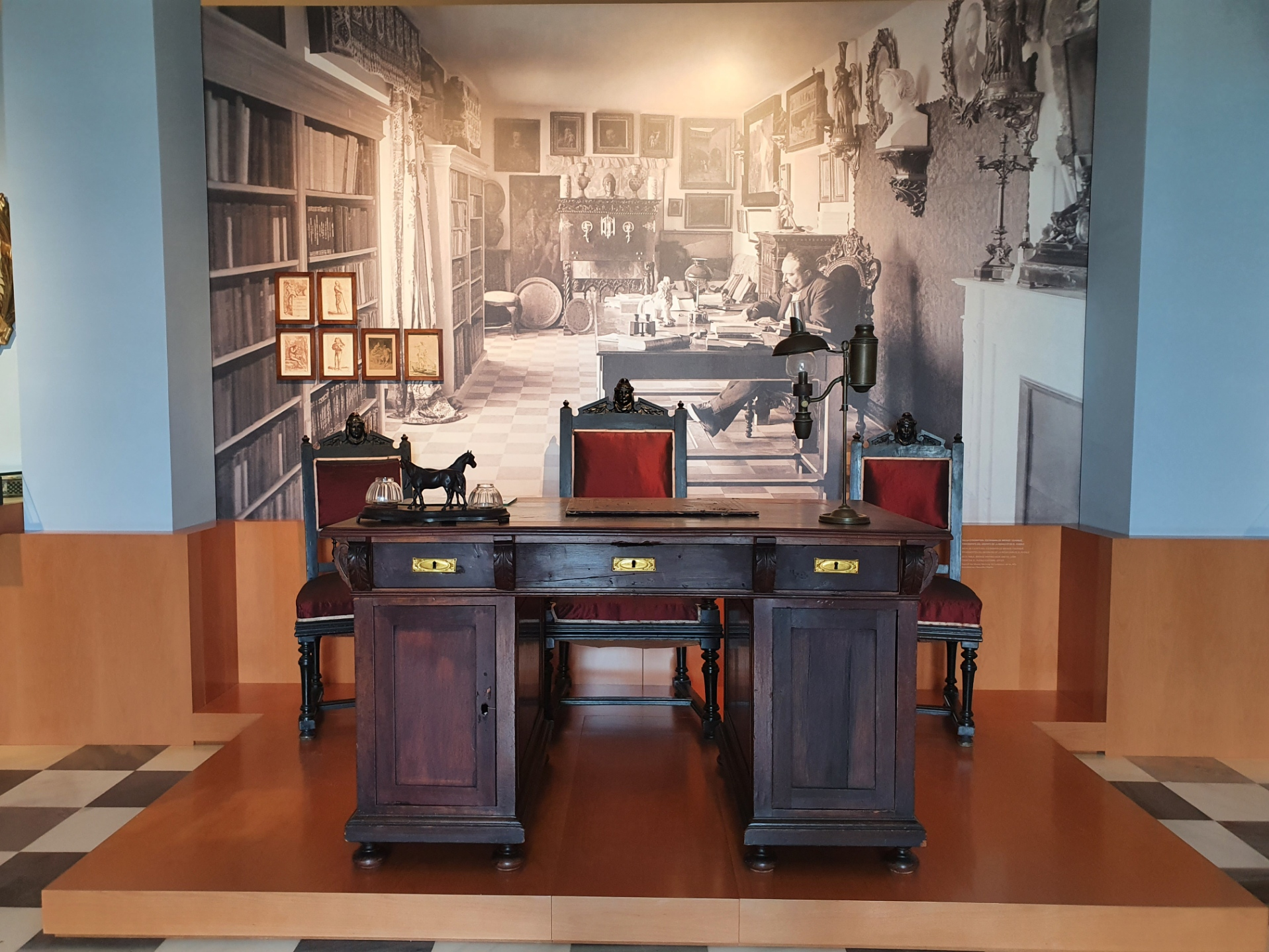
El museo conserva todo tipo de enseres del escritor y su familia, como su escritorio personal de trabajo.

Acabada la Guerra Civil en 1939, el edificio fue incautado por el ayuntamiento y entregado para uso de recreo de FET y de las JONS. Abandonado y olvidado más tarde, no fue hasta el inicio de la década de 1980 que se trató de recuperar el mismo. Los informes emitidos para estudiar la declaración de Monumento de los restos del edificio, señalaban:

De la casa de Blasco Ibáñez quedan en la actualidad cuatro cochambrosos muros que indican la desidia y degradación del patrimonio arquitectónico y urbanístico valenciano.

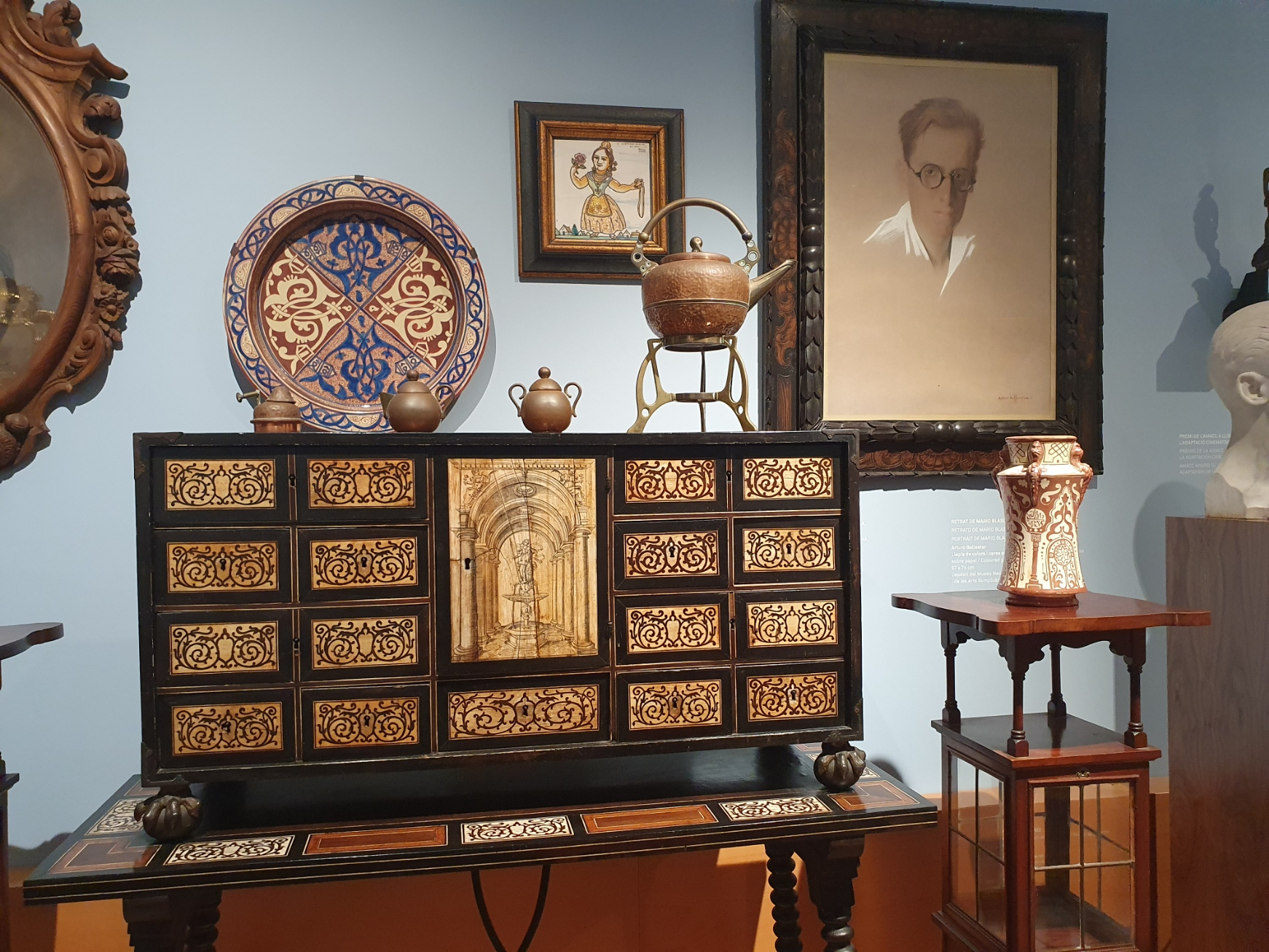
Enseres cotidianos del escritor (cerámica, mobiliario, cuadros)

A pesar de ello, se recomendó conservar lo que todavía se encontraba en pie y rehabilitarlo. No obstante, el grado de degradación era tal que se optó por el derribo. Al inicio de la década de 1990 se inició la reconstrucción sobre la base de los planos originales custodiados en el Archivo Municipal, respetando la fisonomía exterior en su totalidad. No obstante, se varió la distribución de las estancias interiores para convertirlo en Casa-Museo que se abrió al público en 1997. La planta baja es un Salón de Actos. En la primera planta se recoge una parte del legado de Vicente Blasco Ibáñez: mobiliario y recuerdos familiares; en la última se encuentra la sala de estudio e investigación: libros, documentos, manuscritos y mapas, así como la obra completa de Blasco Ibáñez en diferentes ediciones y en todos los idiomas en que se ha publicado. Las estancias guardan también archivos y material del antiguo diario El Pueblo, así como el donado por la familia del que fue director de la editorial Prometeo, Fernando Llorca Díe.